# Nowostrojiwka (obwód chmielnicki)
Nowostrojiwka (ukr. Новостроївка) – wieś na Ukrainie, w obwodzie chmielnickim, w rejonie chmielnickim, w hromadzie Wowkowynci. W 2001 liczyła 100 mieszkańców, spośród których 98 wskazało jako ojczysty język ukraiński, a 2 rosyjski.